# Gisella Passarelli
dove mi conduci

a meditare con

l'abito della gioia

e lo smarrimento

dell'essere

quando tutto accade

fra notte e giorno

e tu intingi la penna

nella tua ispirazione

e segni un punto

nell'iride del sole

e già stai sillabando

la parola amen?...»
(Gisella Passarelli, da Nell'iride del sole)
Gisella Passarelli (Morbegno, 17 ottobre 1913 – Morbegno, 11 luglio 2010) è stata una giornalista, poetessa e scrittrice italiana.

## Biografia
Nata a Morbegno (SO), si trasferì a Milano per completare gli studi.
Divenne assistente sociale e l'esperienza, ricca di motivazioni e contenuti, le fornì le basi per le successive attività di giornalista e scrittrice, e per quella di poetessa. Nella sua opera letteraria, infatti, all'esplorazione dei grandi misteri della vita si contrappone la sensibilità e l'indignazione per i mali sociali.

La sua attività di giornalista iniziò collaborando con la rivista mensile Amica, per cui curò la prima rubrica di assistentato sociale apparsa sui periodici italiani. Collaborò in seguito anche con altre testate nazionali, tra cui "Il Giorno", "Il Tempo" e il "Corriere della Sera".
Tenendo fede anche alla sua antica vocazione, scrisse due trilogie poetiche e numerose altre liriche, tra cui il poema epico-pastorale dedicato alla Bona Lombarda. Nella sua attività letteraria fu anche autrice di romanzi, di un poema per musica, danza e teatro, e di una ode alla Valtellina, "Valle mia valle: ode alla Valtellina", musicata dal Maestro Irlando Danieli, con il quale instaura un legame di amicizia e di collaborazioni.
Nella sua intensa attività professionale esercitò anche il ruolo di presidentessa dell'ONAS - Ordine Nazionale Autori e Scrittori (la struttura associativa fondata intorno al 1954 da Fernando Palazzi). In tale veste, promosse incontri e manifestazioni culturali di pregio, e firmò numerosi articoli apparsi sul Corriere della Sera.

Visse ed operò perlopiù a Milano, ottenendo vari riconoscimenti e premi giornalistici e di poesia.

Negli ultimi anni preferì tornare nella sua natìa Morbegno, dapprima nell'abitazione di famiglia, in Via Ospital Vecchio, in pieno centro storico, e poi trasferendosi, nel febbraio del 2002, in qualità di ospite, nella Fondazione Casa di Riposo "Ambrosetti-Paravicini", da dove continuò a partecipare alla vita culturale della città e del Paese.

## Opere di Gisella Passarelli
- La Grazia, il poema dell'iniziazione, Tip. Editrice "La Grafica", Lecco, 1944
- I gradini del sole, edizioni Bottega Amore di Poesia, Bergamo, 1944
- De la Bona Lombarda, 1947
- La canzone del futuro, Tip. Piemar, Varese, 1952
- Strenna di Capodanno 1959 a beneficio della Casa di riposo "Tomaso Ambrosetti" - Morbegno, Ramponi, Sondrio, 1959
6 poesie dialettali di Giovanni Pagani e 3 poesie in lingua italiana di Gisella Passarelli.
- Sette giorni d'eternità, Guanda, 1961
- In punta di piedi nell'universo, Guanda, 1963
- I nostri immensi occhi, Guanda, 1967
- La radice fosforescente, Rebellato, 1974
- La luce verde, Rebellato, 1981
- Da ogni parte il cielo, L'atelier del libro, 1982
- La vita è spazio, Rebellato, 1985
- S. Maria del Carmine: storia, arte, fede, L. Maestri, 1987
presentazione di Ernesto Brivio; contributi di Gisella Passarelli, Cesare Marioni, Elio Bestetti, Luigi Morganti, Cristina Scarion.
- Tre zampilli di luna, Edizioni del Leone, 1989
- Incontro a Delos, Edizioni del Leone, 1992
- Canto e controcanto, Edizioni del Leone, 1994
- Il pianoforte di Beatrice, Edizioni del Leone, 1996
- Le filigrane dello spirito, Edizioni del Leone, 1998
- Il giro del mondo in 80 poesie, Virginio Cremona Editore, 2020
- Il pianoforte di Beatrice, 2ª ed. riveduta e corretta, Virginio Cremona Editore, 2022
- UNA STRENNA - per gli ospiti della Casa di Riposo "Ambrosetti-Paravicini", riedizione della Strenna di Capodanno 1959 con traduzioni e note, poesie di Giovanni Pagani e Gisella Passarelli, illustrazioni di Gaetano Marra, traduzioni di M. Del Nero e  P. G. Ciapponi, a cura di A. Milano, Virginio Cremona Editore, Milano, 2022

### Musica
- Valle mia valle: ode alla Valtellina, 1986, musicata dal Maestro Irlando Danieli
- Tre poesie di Gisella - per voce e pianoforte, Casa Musicale Sozogno, 2003, musiche del Maestro Irlando Danieli